# Johann Perger
Johann Perger (Stilves, 1729 – 1774) è stato uno scultore austriaco.

## Biografia

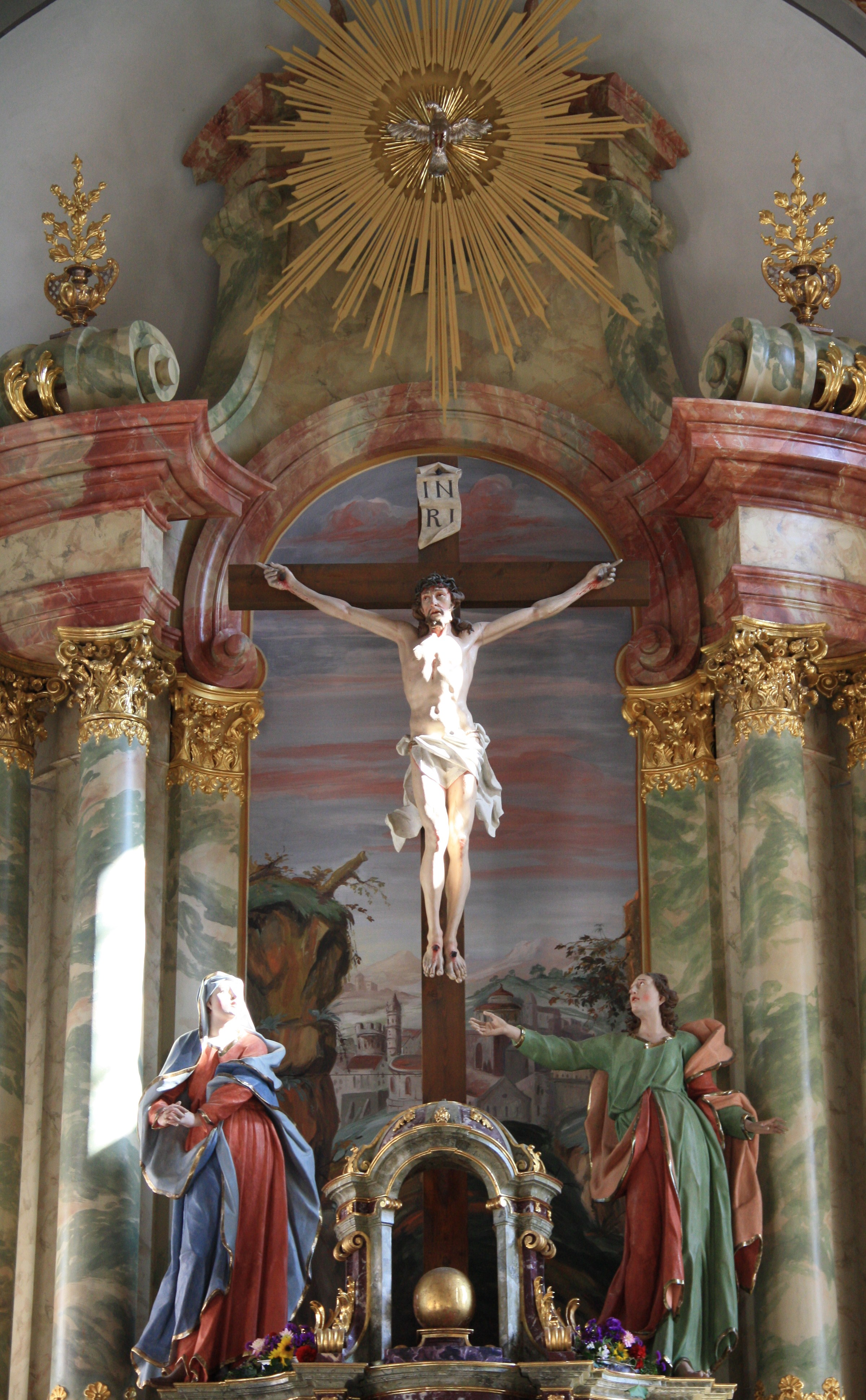
San Pankratius a Stubai

Perger si formò presso la bottega di San Martino in Passiria dell'artigiano Anton Ferner e può essere considerato come uno dei grandi scultori del '700 nel Tirolo.
Trascorse anni della giovinezza ad Augusta e all'età di 31 anni tornò nella terra di origine, dove diede inizio alla sua attività artistica.
Perger portò a termine l'altare di Schönberg (nel 1761), due altari a Mieders (nel 1762), tre altari, il pulpito e i confessionali della chiesa di Gschnitz (nel 1763), l'altare maggiore a Steinach (tra il 1764 e il 1766), l'altare maggiore della parrocchiale di Ridanna (tra il 1764 e il 1767) con le statue dei Santi Giovanni Battista, Giovanni Evangelista, Zaccaria, Elisabetta.
Divenne membro dell'Accademia di Vienna nel 1767, poi tornato nella val Pusteria, a Bressanone esegue l'altare maggiore della parrocchia San Michele, poi l'altare della parrocchia di Oberpettneu (nel 1774).
Successivamente l'artista si dedicò alla parrocchia di Dobbiaco, ma i suoi lavori rimasero incompiuti in quanto Perger morì di morte improvvisa nel 1774.

## Curiosità
A Dobbiaco gli è stata dedicata una via del paese.